# Avventura a diapositive
Avventura a diapositive è il termine utilizzato nel mondo dei videogiochi per indicare una particolare evoluzione della categoria avventura grafica in cui il giocatore vede attraverso gli occhi del personaggio principale, controllato sempre attraverso il mouse. Uno dei primi esempio del genere è Myst, tra i primi a distaccarsi dai titoli precedenti grazie ad una grafica tendente al fotorealismo.
In questo tipo di videogiochi il giocatore deve avventurarsi in un finto mondo tridimensionale creato in realtà da una serie di immagini (diapositive) che cambiano a seconda del luogo dello schermo su cui il giocatore clicca (a volte compaiono delle frecce per indicare il senso in cui il protagonista può procedere). Talvolta, come in The last dinasty, il passaggio da una diapositiva all'altra è realizzato con un'animazione che ricrea il movimento del protagonista.
Solitamente il giocatore ha a disposizione un inventario in cui può collezionare oggetti per risolvere enigmi o curarsi da stati alterati. Gli enigmi in principio erano basati su singole schermate con brevi puzzle da risolvere, in seguito si sono evoluti in tranelli sempre più articolati. In alcuni di questi giochi i personaggi secondari vengono mossi oltre che in modo precalcolato anche attraverso l'utilizzo di piccoli filmati integrati.
Con l'evolversi delle tecnologie le immagini statiche hanno lasciato il posto a finti ambienti tridimensionali che consentono con il solo movimento del mouse di girare su sé stessi di 360°.